# حنا فرح
حَنا فرح (1906-1985)، هو شاعر وأديب فلسطيني، ولد في مدينة غزة لعائلة مسيحية عريقة. يُعتبر من الرواد الأوائل الذين ساهموا في النهضة الأدبية في فلسطين بداية القرن العشرين إضافة إلى حضورهم وتأثيرهم الفكري والسياسي والاجتماعي، ودورهم في رفع مستوى الوعي حول القضايا الوطنية. ألَف كتاب الفريد في التربية الإجتماعية للصف الثالث الابتدائي، ومجموعة شعرية بعنوان باقة أزهار.
وكتب أول مسرحية إسلامية في عيد المولد النبوي الشريف بعنوان (مولد النبي محمد صلى الله عليه وسلم).
يُشار أن ابنته هي إلهام فرح (1939-2023)، أول معلمة موسيقى في قطاع غزة، أُغتيلت على يد قوات الإحتلال الإسرائيلي في 13 نوفمبر 2023 خلال الحرب الفلسطينية الإسرائيلية.

## سيرته
ولد حنا دهده فرح عام 1906 وتعلم القراءة والكتابة بالكُتاب وعندما شعر والده بذكاءه أرسله إلى دير الروم في مدينة القدس ليكمل تعليمه فتعلم اللغة اليونانية وحفظ القرآن وعمره 7 سنوات. عمل مدرسًا في مدينة إربد ثم عاد إلى غزة وأنشأ أول ناد أرثوذكسي فيها، ثم انتقل إلى بيت لحم وعمل مدرسًا للغة العربية. وبعدها عُين مديراً لمدرسة إبتدائية في الناصرة وكان يخصص العطلة الصيفية لاستقبال الأطفال بالمدرسة لتعليمهم الأخلاق والفنون وممارسة النشاطات الترفيهية وتنظيم رحلات إلى مدن وقرى فلسطين، وخلال الرحلة كان الأطفال ينشدون أناشيد من تأليفه وبألحان الفلكلور الفلسطيني جمعها في كتاب بعنوان (باقة أزهار).
عمل في المحطة الإذاعية التي كان يديرها الشاعر إبراهيم طوقان الذي خصص له مقالًا أسبوعيًا في الإذاعة، وكانت مقالاته مميزة بحيث كان ينتقد بعض التصرفات السلبية بطريقة كوميدية.
حاز حنا على شهادة إمتحان المعلمين بتقدير امتياز عام 1926وأصبح مدرسًا للغة العربية في مدرسة غزة الثانوية وهي المدرسة الثانوية الوحيدة في ذلك الوقت، وأصدر جريدة أسبوعية خاصة بالمدرسة سماها (الخازوق) كان ينتقد فيها واحدًا من زملائه المدرسين كل أسبوع بطريقة تضحكهم دون أن تؤذي مشاعرهم، ثم قام بتغيير اسمها إلى (الخازوق الدوار) بناءً على ردود أفعال المدَرسين الذين أحبوا أن يروا أنفسهم موضع اهتمام ونقد بناء.
ثم عُين مديرًا لمدرسة هاشم بن عبد مناف الإبتدائية، ومفتشاً للمواد الإجتماعية في المدارس الإبتدائية زمن الإدارة المصرية لقطاع غزة، حيث عمل لأكثر من 30 عامًا في التعليم.
تم تكريمه من قبل الهيئة العامة للشباب والثقافة بغزة عام 2021 ضمن مشروع "عاش هنا" والذي يسعى لتخليد ذكرى عدد من القامات والرموز والمبدعين الذين ساهموا في إثراء الحركة الثقافية والفنية والفكرية في فلسطين.
قال عنه غريب عسقلاني: «أنه نموذجًا يحتذى للشعراء والأدباء الشباب وكان مثقفًا موسوعيًا ومتمكناً من اللغة العربية والإنجليزية واليونانية ومتعمق في التراث الإسلامي والمسيحي، ما جعله على معرفة ودراية واسعة بالآداب والفنون والتاريخ والفلسفة».